# Fyah
Fyah는 대한민국의 개그맨 겸 가수 박명수가 발매한 디지털 싱글이다. 정식 공개일은 2010년 4월 5일이지만 자신이 진행하는 MBC FM4U 라디오 《두시의 데이트》를 통해 3월 26일 선공개되었으며 그 이후로도 정식 발매 전까지 수 차례 방송되었다.. 작곡은 신사동 호랭이가 맡았으며 리쌍의 멤버이자 MBC 무한도전에 같이 출연하는 멤버 길이 피쳐링으로 참여했다. 뮤직비디오 촬영은 홍원기 감독이 맡았으며 촬영 과정은 무한도전의 2010년 6월 5일 방송분을 통해 공개되었다.

## 곡 목록
전체 작곡: 신사동 호랭이
| #             | 제목                          | 작사          | 재생 시간 |
| ------------- | ----------------------------- | ------------- | --------- |
| 1.            | 〈"Fyah (feat. 길)"〉         | 신사동 호랭이 | 3:21      |
| 2.            | 〈"Fyah (feat. 길) (Inst.)"〉 |               | 3:21      |
| 총 재생 시간: | 총 재생 시간:                 | 총 재생 시간: | 6:42      |

## 차트 성적
- 가온 차트:

- 디지털 종합 차트 : Fyah (Featuring 길) - 20위